# François Cahen
François „Faton“ Cahen (* 24. Juli 1944 in Coulommiers, Département Seine-et-Marne; † 13. Juli 2011 in Ivry-sur-Seine, Département Val-de-Marne) war ein französischer Fusion- und Jazzpianist und Komponist, der durch seine Mitgliedschaft in Fusion- und Progressive-Rock-Bands wie Magma und vor allem Zao und seine Tätigkeit als Filmkomponist bekannt wurde.

## Leben
François Cahen stammt aus einer musikalischen Familie; er erhielt seit früher Kindheit Klavierunterricht und fand durch ein Thelonious-Monk-Album seiner Mutter den Zugang zum Jazz, mit dem er sich fortan autodidaktisch beschäftigte. Über den Bassisten Jacky Vidal lernte er 1969 Christian Vander kennen und wurde Gründungsmitglied der Fusiongruppe Magma, zu deren beiden ersten Alben Magma und 1001° Centigrades und Magmas Nebenprojekt Univeria Zekt The Unnamables er zahlreiche Kompositionen beisteuerte. 1972 verließ er die Band, gefolgt von dem Saxophonisten Yochk’o Seffer. Die beiden Musiker gründeten darauf die Zeuhl-Formation Zao, die zwischen 1972 und 1976 vier Alben einspielte, Z=7L, Osiris, Shekina und Kawana (mit Didier Lockwood). Ab 1977 spielte Cahen in der Formation Typhareth, der auch der junge Schlagzeuger Manu Katché angehörte. In den folgenden Jahren legte er zwei Soloalben (Piano Concerts und Tendre Piano Solo) sowie ein Duoalbum mit Didier Lockwood (Thank You Friends, 1978) vor; er spielte aber auch ein Trioalbum mit Miroslav Vitouš und Jack DeJohnette ein (Great Winds, 1979).
1980 gründete er mit Yochk’o Seffer das Ethnic Duo; ein Live-Album wurde im Théâtre du Chêne Noir in Avignon mitgeschnitten. 1986 entstand ein weiteres Soloalbum (Piano Rêves); mit Didier Malherbe leitete er das Bandprojekt Faton Bloom. 1988 bildete er mit dem Schlagzeuger Pip Pyle und dem Bassisten Étienne Callac ein Trio. Bei der Wiederbelebung der Formation Zao 1993 wirkten Jean-My Truong, Dominique Bertram und Patrick Tilleman mit (Akhenaton 1994); in den 2000er Jahren entstanden weitere Alben dieser Band (Zao Family und Zao Live in Tokyo). 2008 nahm er im Trio Ethnic 3 mit Yochk’o Seffer und dem Perkussionisten François Causse ein Livealbum, auf. 2009 arbeitete er im Quartett Don Faton, mit dem das Album Cœur à corps (2009) mit François Causse und Didier Malherbe als Flötist entstand.
Ab Ende der 1970er Jahre schrieb er vierzehn Filmmusiken, wie Das verheimlichte Kind (1979) und Freiheit, die Nacht (1983, beide unter der Regie von Philippe Garrel) und für den Dokumentarfilm Balthus de l’autre côté du miroir (1996). Auch wirkte er als Pianist an Michel Portals Soundtrack zu Geheimaktion Marseille (1981) mit.